# Luke Rowe (ciclista)
Luke Rowe, (Cardiff, 10 de març de 1990) és un ciclista gal·lès, professional des del 2012 fins al 2024, el seu únic equip professional fou per l'Ineos. Ha destacat en el ciclisme en pista, en categories juvenils i sub-23. En ruta, els seus principals han estat el ZLM Tour i el Gran Premi de Poggiana.

## Palmarès en pista
- 2007
  -  Campió d'Europa júnior en Persecució per equips (amb Peter Kennaugh, Mark McNally i Adam Blythe)
  -  Campió nacional en Madison (amb Adam Blythe)
- 2008
  -  Campió d'Europa júnior en Madison (amb Mark Christian)
  -  Campió nacional en mig fons
- 2010
  -  Campió nacional en Madison (amb Mark Christian)
- 2011
  -  Campió nacional en Madison (amb Peter Kennaugh)

## Palmarès en ruta
- 2009
  - 1r al ZLM Tour
- 2010
  - 1r al Gran Premi de Poggiana
- 2011
  - 1r al ZLM Tour
  - Vencedor d'una etapa a la Volta a Turíngia
- 2012
  - Vencedor d'una etapa al Tour of Britain
- 2017
  - Vencedor d'una etapa al Herald Sun Tour

### Resultats a la Volta a Espanya
- 2013. Abandona (15a etapa)
- 2014. 141è de la classificació general

### Resultats al Tour de França
- 2015. 136è de la classificació general
- 2016. 151è de la classificació general
- 2017. 167è de la classificació general
- 2018. 128è de la classificació general
- 2019. Desqualificat (17a etapa)
- 2020. 129è de la classificació general
- 2021. Fora de control (11a etapa)
- 2022. 106è de la classificació general